# 迪亞布洛廷火山國家公園
15°30′N 61°24′W / 15.500°N 61.400°W

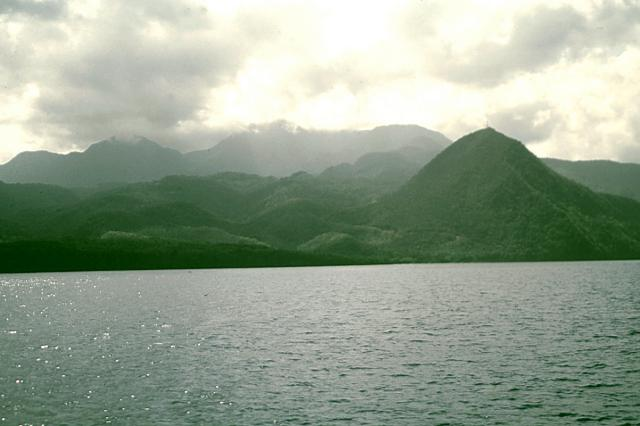

迪亞布洛廷火山國家公園是多米尼克的國家公園，位於該國北部，始建於2000年1月，面積82.4平方公里，佔全國面積4.4%，最高點迪亞布洛廷火山海拔高度1,447米。